# 安城公園
安城公園（あんじょうこうえん）は、愛知県安城市にある公園である。分類は近隣公園である。
安城市役所に隣接している。約200本の桜が植えられている桜の名所であり、桜まつりの時期には写生大会や安城七夕親善大使を写す会が開催される。アライグマやシカがいる小動物園やバードハウスがある。

## 設備

### 遊具
複合遊具・砂場・グローブジャングルジム・ブランコ・すべり台

### 動物舎
セキセイインコ、オカメインコ、ポニー、鹿、オオヅル、クジャク、フラミンゴ

### ギャラリー

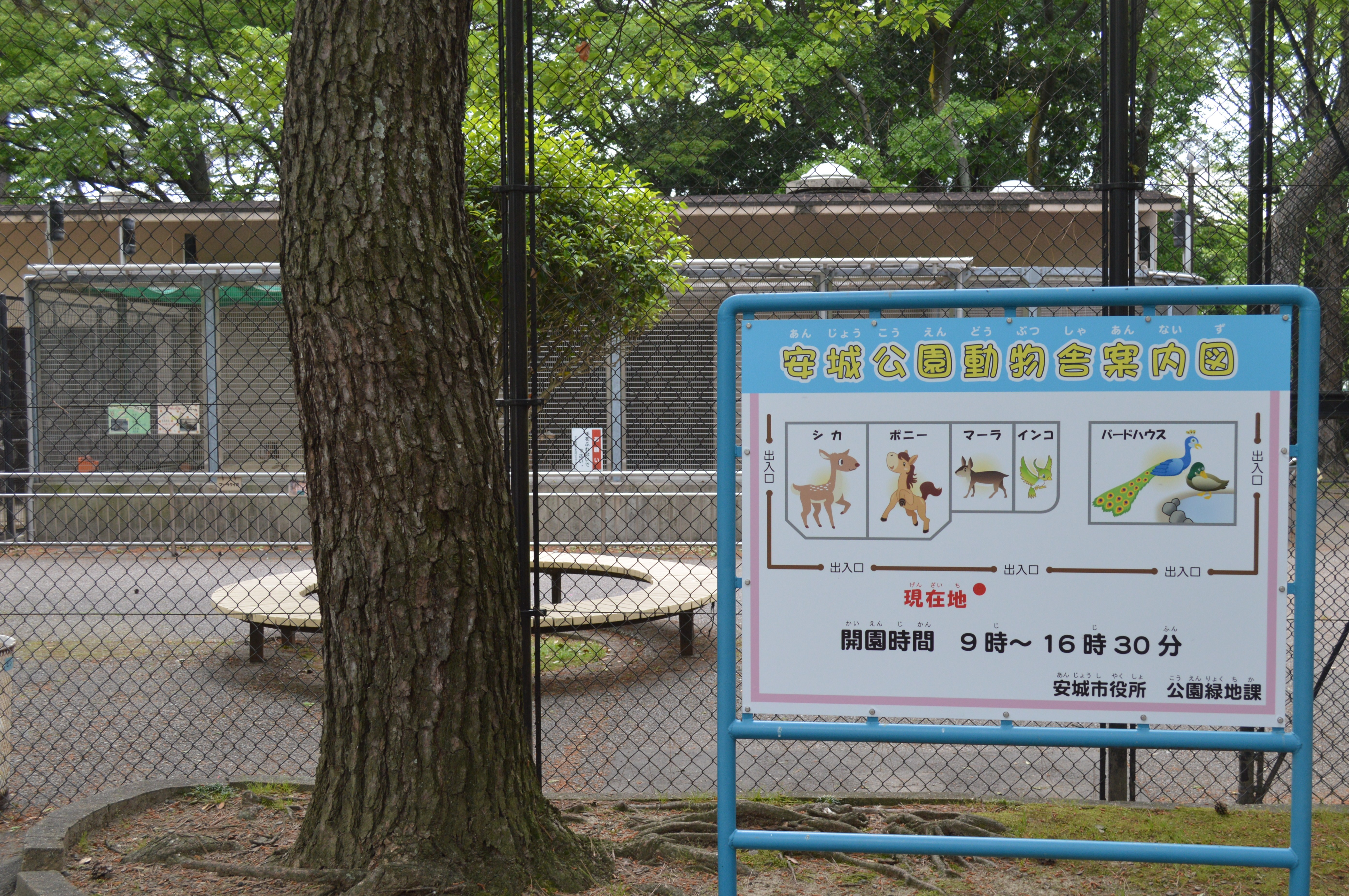
動物舎の案内図
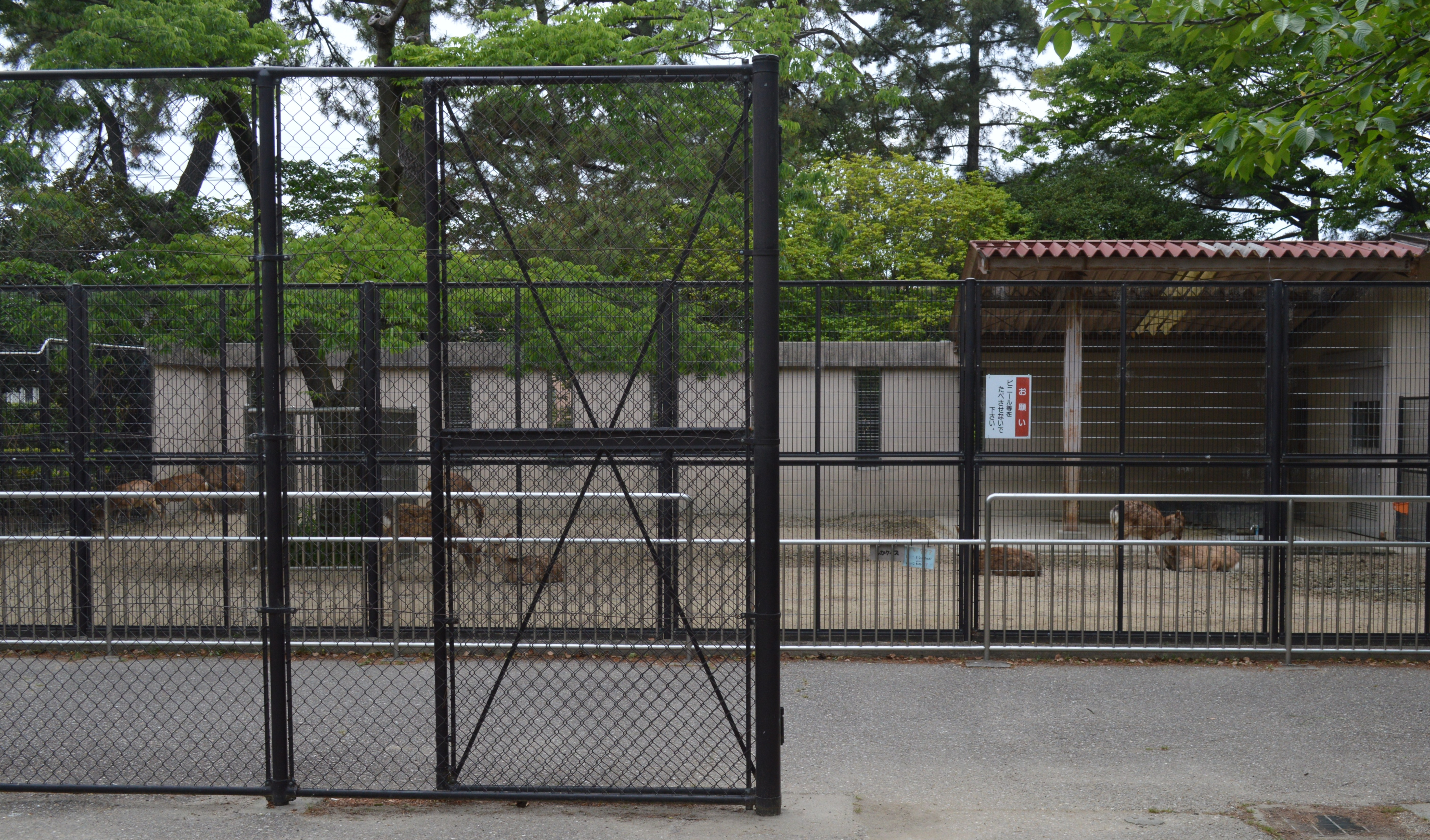
動物舎（シカ）
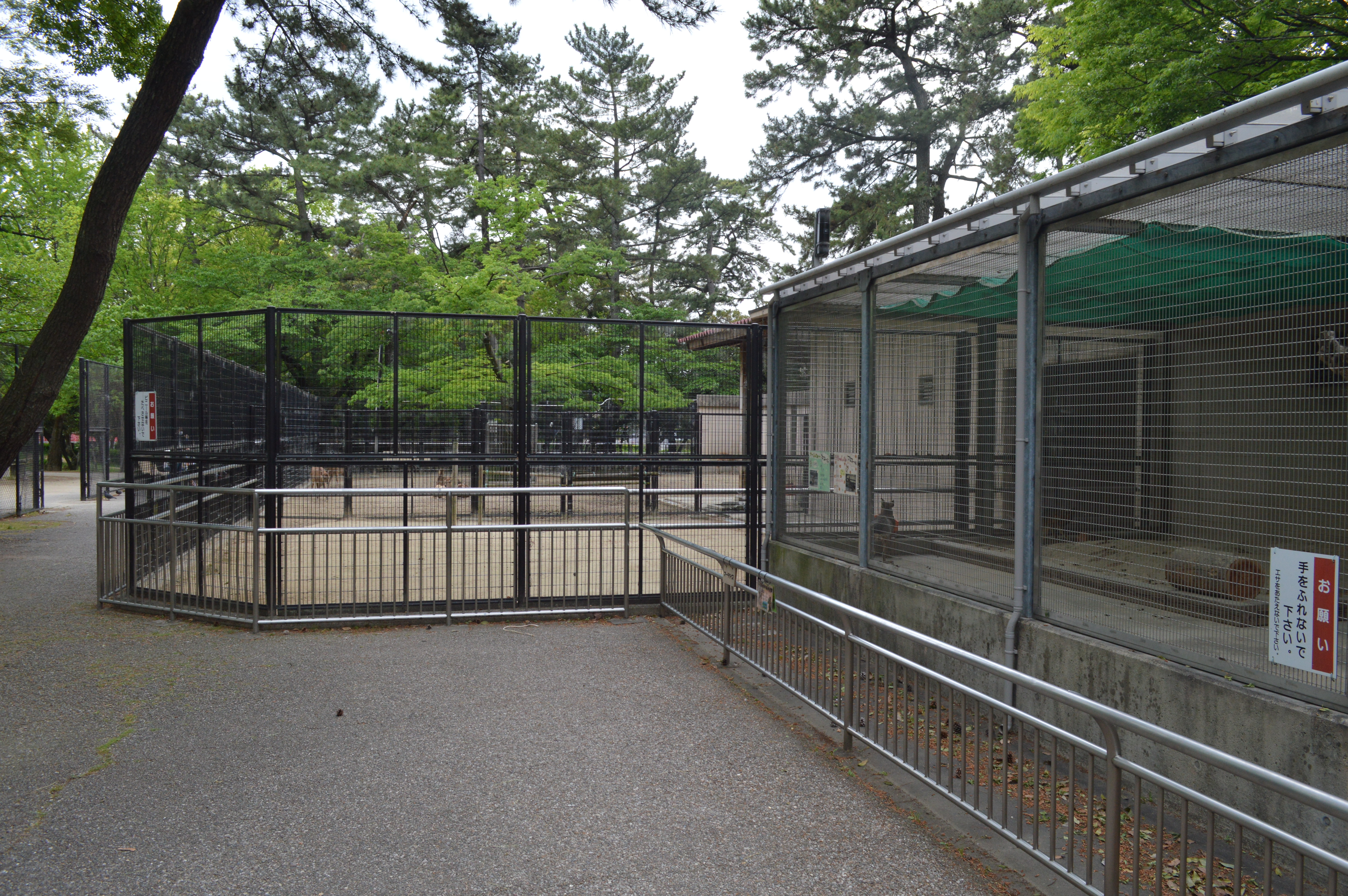
動物舎（ポニーとマーラ）
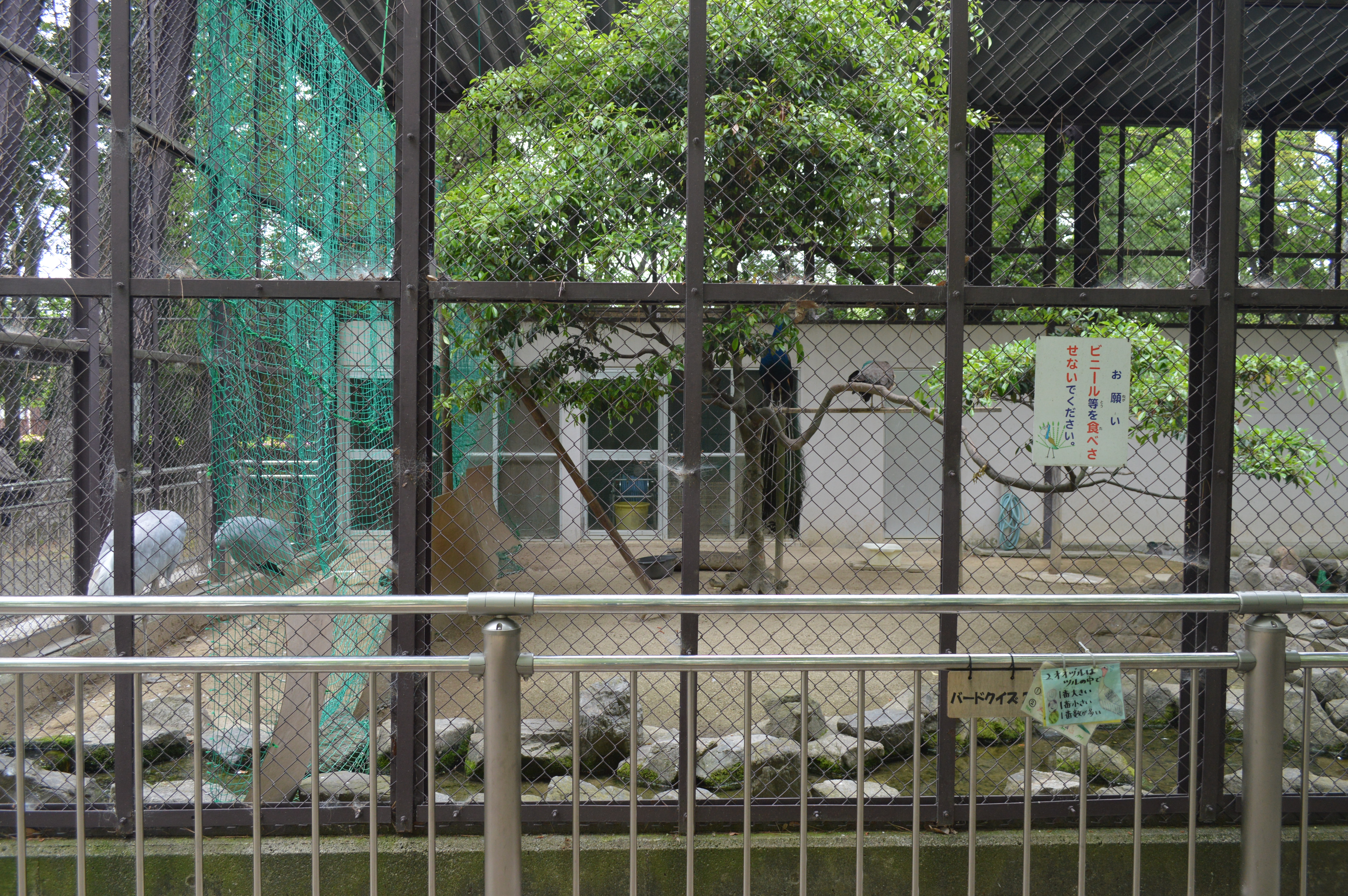
動物舎（バードハウス）
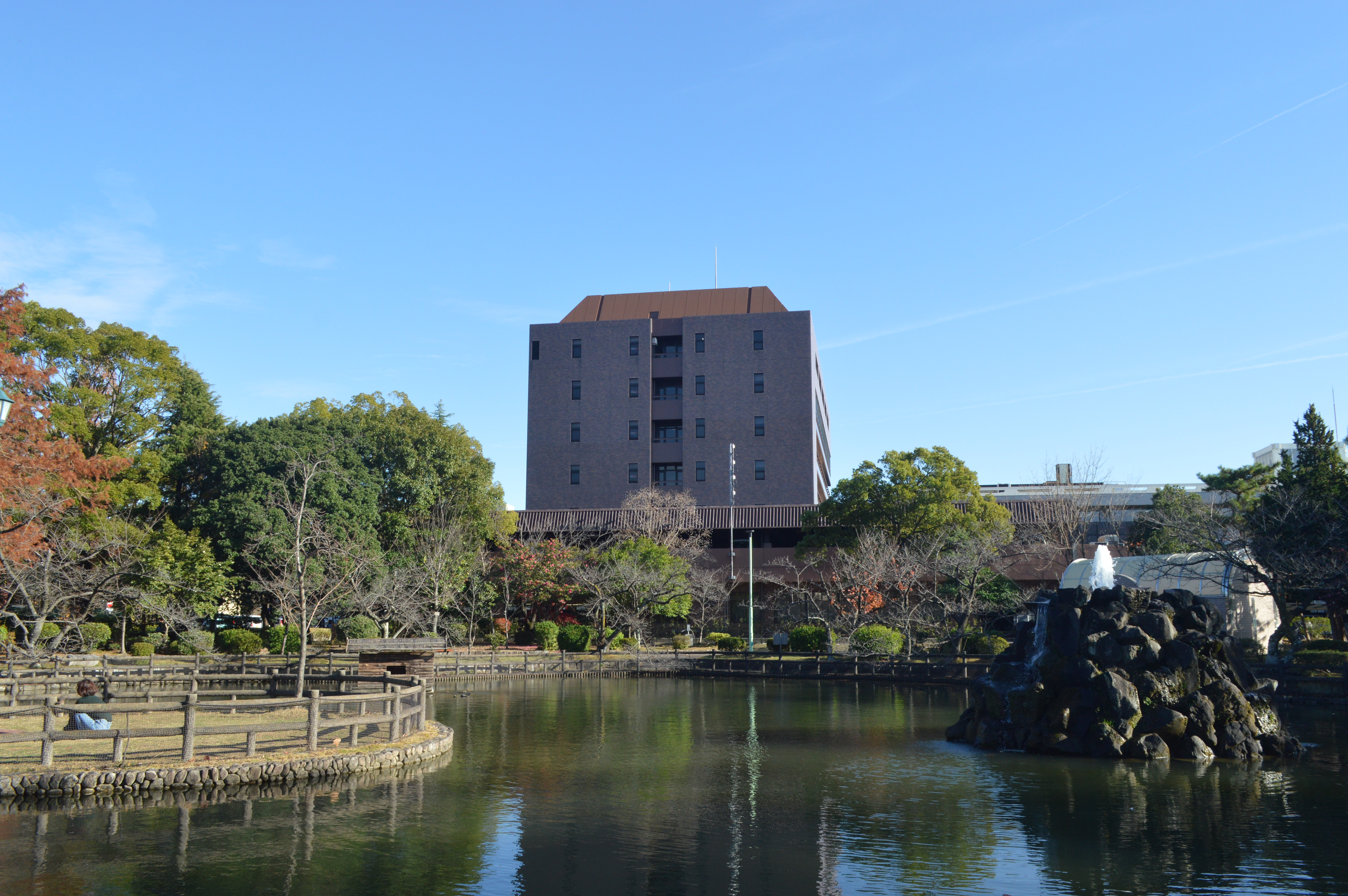
安城公園と安城市役所

## 交通アクセス
- JR東海道本線 安城駅下車。